# Елабужский государственный музей-заповедник
Елабужский государственный историко-архитектурный и художественный музей-заповедник (ЕГМЗ) — музейный комплекс в городе Елабуга, объединяющий 16 музейно-выставочных объектов туристического показа, среди которых Дом-музей И. И. Шишкина, Музей-усадьба Н. А. Дуровой, Музей уездной медицины им. В. М. Бехтерева, мемориальный комплекс М. И. Цветаевой, Музей истории города, Музей-театр «Трактир» и др.

## История создания
Елабужский государственный музей-заповедник был создан на основании Постановления Совета Министров РСФСР № 269 от 30 августа 1989 года. А 20 февраля 1995 года Указом Президента Российской Федерации № 176 музей-заповедник был включен в Перечень объектов исторического и культурного наследия федерального (общероссийского) значения.
Учредителем музея-заповедника является Министерство культуры Республики Татарстан.

## Структура музея-заповедника
Елабужский государственный музей-заповедник расположен на площади 491,5 га охранной зоны, объединяющей 184 объекта культурного наследия, из них 6 объектов федерального значения, 106 — республиканского и 72 объекта местного значения. В структуру ЕГМЗ входят 26 подразделений, 16 из которых — музейно-выставочные объекты:
1. Музей истории города Елабуги
2. Дом-музей И.И. Шишкина
3. Дом памяти М. И. Цветаевой
4. Литературный музей М. И. Цветаевой
5. Музей-усадьба Н. И. Дуровой
6. Музей уездной медицины имени В. М. Бехтерева
7. Музей современного этноискусства
8. Музей Памяти
9. Музей-мастерская декоративно-прикладного искусства
10. Музей-театр «Трактир»
11. Музей «Портомойня»
12. Выставочный зал
13. Библиотека Серебряного века
14. Интерактивные мастерские
15. Художественный салон с Музейной кофейней
16. Историко-археологический комплекс «Елабужское городище»

## Директора музея-заповедника
- Галлямова Доларис Гайнетдиновна (1990—1992)
- Елфимов Алексей Алексеевич (1992—1997)
- Галлямова Доларис Гайнетдиновна (1997—2002)
- Руденко Гульзада Ракиповна (2002—н.в.)